# Compiere
Compiere foi um sistema de CRM e ERP que foi um dos 10 principais projetos no Sourceforge de 2002 por 4 anos, que deu origem a: Openbravo, iDempiere e Adempiere distribuídos como softwares livres.
É um sistema de gestão, que integra as informações das áreas de negócio de uma empresa. Foi desenvolvido pela Compiere Inc., e é composto por módulos como Contas a Pagar, Contas a Receber, Gestão de Relacionamento com Clientes, Análise de Desempenho, destinado a  empresas de todos os portes. O software pode ser customizado para atender às necessidades específicas dos clientes.
A primeira empresa a trazê-lo para o Brasil foi a Visuelles Informática Ltda.